# 锟
錢錕（： Qian Kun；1996年1月1日—），藝名錕（： Kun），出生于中國福建省三明市泰寧縣，在中國及韓國發展的男歌手，為SM娛樂旗下韓國男子團體NCT成員。2018年以韓國男子組合NCT出道；2019年以中國男子組合WayV出道，並擔任隊長。

## 人物簡介

### 早年经历
錢錕在1996年1月1日出生於福建省三明市泰宁縣城關，是家裡的獨子。小學就讀於泰宁實驗小學，中學就讀於泰宁一中，大學就讀於北京現代音樂研修學院流行演唱專業。2018年5月25日，於畢業典禮作為優秀畢業生代表發表感言。
一年級時，錢錕參加了學校“校園小歌手”歌唱比賽，獲得第一名。三年級時，錢錕開始主持學校的各類文藝活動，隨後泰宁縣教育局和文化局都會時常邀請他主持少兒文藝節目。初二時，他開始擔任學校的播音員。一次偶然的機會，他因模仿了一段維塔斯的海豚音而被北京的一家文化傳媒公司看中，公司想把他帶到北京進行專門培訓，但錢錕的父母不願年幼的兒子遠離家鄉便謝絕了，但他的父母卻堅定了讓他繼續音樂深造的信念。為了讓錢錕更好地投入到音樂學習中，他的父母買來了鋼琴和吉他等樂器。15歲的錢錕開始自己創作歌曲，沒有老師指導，憑著天賦和修養積累，創作出了多首歌曲，包括《星期二》、《忘了》、《故人歸》、《因為我愛你》、《為龍》等歌曲。2011年11月，錢錕瞞著家人參加了“尋找新小虎隊”選拔活動，成功晉級10強。2012年9月，他前往台灣接受培訓。
2015年，在北京上大學的錢錕通過了SM娛樂在廣州的選秀，成為旗下練習生。2015年12月19日，通過SM娛樂的預備明星組合SM ROOKIES首次亮相。在以NCT成員出道之前，他曾多次參與組合活動。2016年4月9日，隨NCT U出席第十六屆音樂風云榜年度盛典，與NCT U成員泰一、道英、在玹共同演唱組合新單曲《Without You》的中文版。10日，正式發布該單曲《Without You》，這也是錢錕第一首正式發表的歌曲。5月9日，以練習生身份出演NCT團體綜藝《NCT Life in Seoul》。

### 2018年至今：NCT、WayV出道
2018年1月31日，SM娛樂發布預告片《NCT 2018 Yearbook #1》，正式加入NCT大型男子組合。3月14日，隨組合發行首張正規專輯《NCT 2018 Empathy》；专辑中收录了钱锟的出道曲、NCT全员共同演唱的《Black On Black》，以及钱锟在2016年与NCT U发布的中文單曲《Without You》。
2019年1月17日，作為NCT中國分隊WayV隊長，攜組合推出首張數碼專輯《The Vision》，正式在中國出道。12月24日，加盟MBC MUSIC美妝節目《Pink Festa》，與高俊熙、金鍾國、黃光熙、金旻奎共同主持。
2020年2月28日，公開抗擊新型肺炎疫情公益歌曲《I'll Be There》，與周覓和肖俊共同演唱。10月，《Pink Festa》编入正规节目，钱锟以固定MC身份回归节目。12月6日，以固定嘉賓身份加盟韓國電台tbs eFM《樂動首爾》，每週日出演“Top of 樂動首爾”單元，後因節目改編於2021年8月22日而下車。
2021年6月16日，与肖俊組成WayV首支小分隊WayV-KUN&XIAOJUN，發行單曲專輯《Back To You》。10月1日，正式成為韓國電台tbs eFM《樂動首爾》固定DJ。此前，他除了以固定嘉賓身份出演該電台節目，也多次以特別DJ身份為節目代班。2022年9月28日，從《樂動首爾》正式下車，於10月1日播出的特別節目後，結束為期一年的DJ生涯。

## 個人生活
錢錕因為偶像周杰倫喜歡上了音樂，從小便開始積極創作，更是北京現代音樂研修學院流行演唱專業的優秀畢業生。他經常與各國著名音樂人交流，並不定時在個人微博、Instagram和SoundCloud上傳自己原創歌曲或與其它作曲家的合作曲。他也多次幫助組合成員們的翻唱作品進行編曲。
他擅長影片剪輯，經常為組合剪輯影片，同時也不定時更新自己的專屬影片系列《KUN's Cloud》。
他在2008年春晚被劉謙的魔術表演深深吸引，從此開始鑽研魔術，如今他經常以魔術作為個人技向粉絲展示。

## 音樂作品
所屬團體之共同作品，請參閱 NCT音樂作品列表

### 合唱歌曲
| 年份   | 發佈日期 | 歌曲名稱                  | 合作藝人   | 備註                     |
| ------ | -------- | ------------------------- | ---------- | ------------------------ |
| 2020年 | 2月28日  | 在你身旁（I'll be there） | 周覓、肖俊 | 抗擊新型肺炎疫情公益歌曲 |

## 创作作品
锟（QIAN KUN）于韩国音乐著作权协会登录号为10035330。
| 年份   | 发布日期 | 歌曲名称 | 分队  | 作词 | 作曲 | 编曲 |
| ------ | -------- | -------- | ----- | ---- | ---- | ---- |
| 2022年 | 7月19日  | Rain Day | NCT U |      |      |      |

## 影視作品
所屬團體之共同作品，請參閱NCT影視作品列表

## 主持作品
| 播出日期                | 電視台     | 節目名稱       | 備注   |
| ----------------------- | ---------- | -------------- | ------ |
| 2019年12月24－12月31日  | MBC Music  | 《Pink Festa》 | 试播   |
| 2020年10月27日－11月3日 | MBC every1 | 《Pink Festa》 | 固定MC |

## 電台節目
| 日期                         | 電台    | 節目         | 備註                                 |
| ---------------------------- | ------- | ------------ | ------------------------------------ |
| 2020年11月19日、26日         | tbs eFM | 《樂動首爾》 | 特別嘉賓                             |
| 2020年12月6日－2021年8月22日 | tbs eFM | 《樂動首爾》 | 固定嘉賓 《Top of 樂動首爾》周日單元 |
| 2021年1月18日－24日          | tbs eFM | 《樂動首爾》 | 特別DJ                               |
| 2021年4月1日－14日           | tbs eFM | 《樂動首爾》 | 特別DJ                               |
| 2021年8月2日－8日            | tbs eFM | 《樂動首爾》 | 特別DJ                               |
| 2021年8月13日                | tbs eFM | 《樂動首爾》 | 特別嘉賓                             |
| 2021年9月13日－9月30日       | tbs eFM | 《樂動首爾》 | 特別DJ                               |
| 2021年10月1日－2022年10月1日 | tbs eFM | 《樂動首爾》 | 固定DJ                               |

## 外部連結
- 錢錕的Instagram帳戶
- 錢錕的新浪微博
- 錢錕 （页面存档备份，存于）的SoundCloud